# Acıkuyu, Ereğli
Acıkuyu là một xã thuộc huyện Ereğli, tỉnh Konya, Thổ Nhĩ Kỳ. Dân số thời điểm năm 2011 là 158 người.